# Julien Jean-Baptiste Duchemin
Julien Jean-Baptiste Duchemin (né à Tinchebray  le  30 août 1742, mort à Bayeux le 31 mars 1799) est un ecclésiastique qui fut évêque constitutionnel du Calvados en 1799.

## Biographie
Julien Jean-Baptiste Duchemin, natif de Tinchebray, est avant la Révolution française curé de Périers dans le diocèse de Coutances. Il prête le serment à la Constitution civile du clergé et il devient vicaire épiscopal de François Bécherel l'évêque constitutionnel de la Manche qui le charge de diriger le séminaire. Comme son évêque, il est arrêté en 1794 et emprisonné mais il refuse de se démettre. Libéré, il participe au Concile de 1797 à Paris.
Pendant ce temps dans le diocèse du Calvados après l'exécution de Claude Fauchet, la Terreur s'était établie. Les églises sont pillées et fermées. Après le rétablissement des cultes à la fin de 1795, un prêtre de l'ancien diocèse de Bayeux forme un « Presbytère » avec l'appui de Henri Grégoire. Toutefois les membres de cette institution sont arrêtés en 1796. Un nouvel évêque constitutionnel est finalement élu le 30 juillet 1798 en la personne de Hérault, archiprêtre et curé de Touques, mais ce dernier décline la promotion. On fait alors appel à Julien Jean-Baptiste Duchemin qui est sacré à Paris le 10 février 1799, entre à Bayeux le 17 et meurt le 31 mars de la même année.